# اسپندی علیا
اسپندی علیا (به لاتین: Espandi 'Olya) یک منطقهٔ مسکونی در افغانستان است که در ولایت غزنی واقع شده‌است.